# Dinagapostemon mentor
Dinagapostemon mentor är en biart som beskrevs av Roberts och Brooks 1987. Dinagapostemon mentor ingår i släktet Dinagapostemon och familjen vägbin. Inga underarter finns listade i Catalogue of Life.